# Слепоочни мишић
Слепоочни мишић (лат. musculus temporalis) је парни мишић главе, који лежи на бочној страни лобање. То је пљоснат, лепезаст мишић који се протеже од спољашње стране темпоралне кости до доње вилице. С обзиром на правац пружања и функцију, на њему се описују три групе влакана: предња (усправна), средња (коса) и задња (која се простиру готово водоравно).
Мишић се припаја на љусци слепоочне кости и својој фасцији, одакле се пружа наниже и причвршћује на короноидном наставку доње вилице и дуж предње ивице њене гране.
У инервацији учествују дубоки слепоочни живци, који се деле у три гране (за сваки сноп по једна) а који потичу од доњовиличног живца. Мишић је главни позиционер доње вилице и сви њени положаји су регулисани деловањем слепоочног мишића. У подизању мандибуле и затварању уста учествују све три групе влакана (с тим што су најактивнија предња), док су задња влакна доминантна у ретропулзији (повлачењу вилице уназад) и латералним кретањима.